# Musculus flexor digiti minimi brevis (Hand)
Der Musculus flexor digiti minimi brevis (lat. für „kurzer Kleinfingerbeuger“) ist einer der Skelettmuskeln des Kleinfingerballens („Hypothenarmuskulatur“). Er entspringt am Retinaculum flexorum und Hakenbein (Os hamatum) und setzt an der Innenseite der Basis der ersten Gliedes des kleinen Fingers an. Der Musculus flexor digiti minimi brevis beugt das erste Glied des kleinen Fingers (Flexion im Fingergrundgelenk). Der Muskel wird über Nervenfasern des Ramus profundus des Nervus ulnaris innerviert.